# Fotspår i sanden

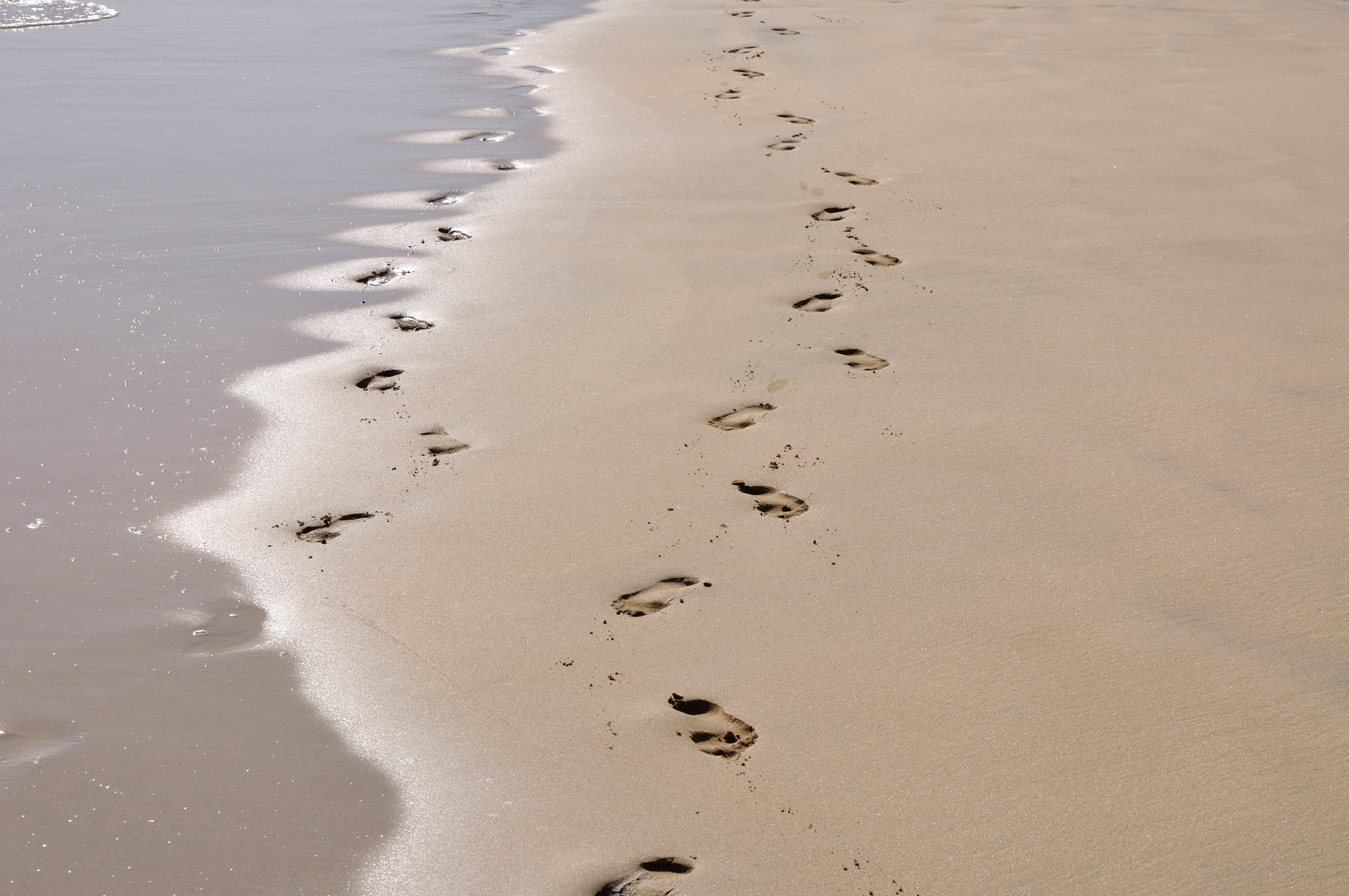
Fotspår på en sandstrand.

Fotspår i sanden är en från början troligen engelskspråkig dikt med kristet motiv och omstritt författarskap. Dikten har fått stor internationell spridning och förekommer såväl i konfirmationsundervisning som på trycksaker.

## Innehåll
Dikten handlar om en dröm där diktens subjekt vandrar med Gud på en strand och ser hur de bådas fotsteg går tillbaka genom livet. När diktsubjektet konfronterar Gud för att det vid särskilt svåra perioder under livet bara finns en uppsättning fotspår svarar Gud att det var under de perioder personen blev buren.

## Författare
Vem som författat dikten är oklart. När den publiceras anges ofta att författaren är okänd, men det finns åtskilliga personer som gör anspråk på författarskapet och deras versioner skiljer sig något åt. Över 50 personer har hört av sig till Harper Collins, det tryckeri som samarbetar med Margaret Powers nedan, och hävdat upphovsrätten till dikten. Åtminstone tre av de påstådda författarna, Margaret Powers, Mary Stevenson och Carolyn Carty, registrerade upphovsrätten för verket under 1980-talet.

### Margaret Powers
Margaret Fishback Powers är en kanadensisk författare som säger sig ha skrivit det engelska originalet I Had a Dream efter en strandpromenad utanför Kingston i Ontario 1964. Powers står bakom en egen webbplats där hon framhåller sig själv som diktens författare och även säljer boken Footprints: The True Story Behind the Poem That Inspired Millions, vilken ursprungligen gavs ut 1993. Powers version av dikten har hon licensierat till den stora presentkorttillverkaren Hallmark Cards och till handlare runt om i världen.

### Mary Stevenson
Mary Stevenson gör, numera genom sina efterlevande, anspråk på att ha skrivit Footprints 1936, vid fjorton års ålder. Till stöd för sitt påstående lät hon 1997 göra en kriminalteknisk undersökning av en gammal handskrift av dikten. Enligt den rapport som finns presenterad på webbplatsen som driver Stevensons ärende skall handskriften ha varit gjord av henne mellan 40 och 60 år före undersökningen.

### Carolyn Carty
Carolyn Carty från North Carolina hävdar att hon som sexåring med tillstånd omformulerade en äldre släktings version av dikten.

### Flera oberoende författare
Författaren Rachel Aviv som har skrivit en artikel om det ovissa författarläget kommenterar de många anspråken på författarskap genom att hänvisa till uppsatsen "Cryptomnesia" från 1905, där Carl Jung gör gällande att det är omöjligt att veta vilka idéer som är ens egna. Hon menar att detta är ännu svårare inom kristen poesi, eftersom så mycket idématerial delas av så många. Tanken att Gud visar sig genom fotsteg i sanden finns till exempel bevarade i en predikan från 1880 av den kände baptistpastorn Charles Haddon Spurgeon. Redan här är temat ensamhet, att vara utlämnad. Aviv föreslår alltså att många författare med ett gemensamt idébagage mycket väl kan ha formulerat snarlika dikter.

## Bearbetningar och kulturella förekomster
Country- och gospelsångerskan Cristy Lane släppte 1983 den kristna countrylåten Footprints in the Sand, vilken nådde plats 30 på Billboard-listan över samtida kristen musik och plats 64 på countrylistan.
I Leona Lewis debutalbum Spirit från 2007 heter sista låten Footprints In the Sand. Året därpå släpptes den som singel.
Minnesgudstjänsten för de 228 personer som omkommit när Air France Flight 447 störtade 2009 avslutades med recitering av Fotsteg i sanden, i ärkebiskopens av Paris pressmeddelande tillskriven den brasilianske poeten Ademar de Barros som författare.